# MAATS1
MAATS1‏ (MYCBP associated and testis expressed 1) هوَ بروتين يُشَفر بواسطة جين MAATS1 في الإنسان.